# Seeing Red
Seeing Red és una pel·lícula documental estatunidenca de 1983 dirigida per Jim Klein i Julia Reichert. Va ser nominada a l'Oscar al millor documental.
La pel·lícula ofereix un retrat de la vida pública de la militància comunista de base de les dècades del 1930 i 1940. En una crítica a The Nation, Joshua Freeman va afirmar que «l'esforç és admirable però els resultats són decebedors: ni el públic ni els entrevistats reben l'atenció que mereixen».

## Argument
El documental examina l'activisme polític dels membres del Partit Comunista dels Estats Units d'Amèrica. És una de les primeres pel·lícules de no ficció que examina la repercussió d'un tercer partit polític als Estats Units.